# Opština Plasnica
Die Opština Plasnica (mazedonisch Општина Пласница; albanisch Komuna e Pllasnicës; türkisch Plasnitsa Belediyesi) ist eine Opština in der Region Südwesten in Nordmazedonien, die mehrheitlich von der türkischen Minderheit bewohnt wird. Die Gemeinde gehört zu den kleinsten in Nordmazedonien und besteht aus vier Dörfern.
Hauptort ist Plasnica. Zu der Gemeinde zählen weiter die Dörfer Dvorci, Lisičani und Preglovo.

## Geographie
Die Gemeinde grenzt im Norden an die Gemeinde Makedonski Brod, im Süden an die Gemeinde Kruševo und im Westen an die Gemeinde Kičevo. 

## Bevölkerung
Die Gemeinde hat gemäß zuletzt durchgeführter Volkszählung 2021 eine Bevölkerung von 4.222 Personen, von denen sich 4.101 als ethnische Türken bezeichneten und die anderen 121 gehörten anderen Ethnien an.
Die absolute Mehrheit der Gemeindebevölkerung besteht aus sunnitischen Muslimen (4465 oder 98,2 %). Im Dorf Dvorci sind jedoch alle 25 Einwohner orthodoxen Christen sowie Mazedonier (Stand: 2002).
Der Großteil der Gemeindebevölkerung hat 2002 Türkisch als Muttersprache angegeben (4415 oder 97,1 %), es folgte das Mazedonische mit 63 Personen bzw. 1,4 %.
Frühere Dokumente weisen auf, dass es sich bei der Bevölkerung wohl hauptsächlich um türkisierte Torbeschen handelt. Am Anfang des 20. Jahrhunderts stellte der bulgarische Ethnograph Vasil Kanchov fest, dass sich die Bevölkerung in der Gemeinde aus mazedonischen Muslimen und Christen zusammensetzt.

## Sehenswürdigkeiten
- Nurli-Moschee (eine alte Moschee in Plasnica aus der osmanischen Ära)
- Denkmal für die Gefallenen im Zweiten Weltkrieg in Plasnica
- Die goldene Moschee in Plasnica
- Ješil-Moschee (alte Moschee in Preglovo)
- Krastica – auch Staro Sela genannt – ist eine archäologische Stätte in Lisičani
- Haus der einheimischen Kultur in Lisičani
- Rosula ist eine archäologische Stätte in Dvorci